# Sumerian Records
Sumerian Records es una discográfica independiente fundada en 2006 por Ash Avildsen, tiene sedes en Washington D. C. y Los Ángeles. Tienen bandas como: Black Veil Brides, Poppy (cantante), Bad Omens, I See Stars, Animals as Leaders, entre otros. A inicios de 2002, Sumerian adquirió la editorial de historietas Behemoth Entertainment, como estrategia de marketing y para expandir la marca a futuro. En 2017, el sello discográfico lanzó una pelicular llamada American Satan, un trhiller musical sobrenatural dirigido por el mismo Ash Avildsen y protagonizada por Andy Biersack y Ben Bruce. Y en 2021, lanzaron la serie de televisión Paradise City (serie de televisión), la cual es la continuación de la película lanzada en 2017. 

## Historia
Fundado en 2006 en su apartamento de Venice Beach, el fundador de Sumerian Records, Ash Avildsen, lanzó por primera vez los discos Akeldama de The Faceless y For What It's Worth de Stick to Your Guns para que la gente supiera que el sello se dedicaría a la música underground pero también a la diversificación. Los géneros del sello, ya que el primero cae bajo deathcore mientras que el segundo se describe típicamente como Melodic Hardcore. Después de esperar un año para lanzar otro disco, con el fin de garantizar que la tercera banda de su sello estuviera "haciendo totalmente lo suyo independientemente de todo lo demás que sucedía en la escena", Sumerian lanzó The New Reign de Born of Osiris. Ash comentó más tarde sobre este lanzamiento en una entrevista de 2012 con Lambgoat diciendo: "Hay algo que decir a favor de no publicar demasiados discos cada año para que podamos concentrar la energía en cada banda y álbum en lugar de tener siempre varios". Los lanzamientos salen cada mes". Sumerian ha seguido esta filosofía a lo largo de sus casi dos décadas de mandato, sin superar nunca más de treinta artistas en el sello al mismo tiempo y, por lo general, siguiendo un calendario de lanzamiento de un disco al mes. Desde su inauguración, Sumerian ha contado con varios artistas destacados de los géneros rock, emo y alternativo en la televisión nocturna, como Asking Alexandria, I See Stars, y Crosses. En Jimmy Kimmel, Bones UK en Seth Meyers, y más recientemente The Smashing Pumpkins en The Tonight Show con Jimmy Fallon.

## Bandas

### Actuales
| - After the Burial - Animals as Leaders - Bad Omens - Betraying the Martyrs - Black Veil Brides - Body Count - Borgore - Born of Osiris - CHON - Circa Survive - City in the Sea - Come the Dawn - ††† (Crosses) - Darkest Hour - Dayshell - DRÆMINGS - Drag me out - Evan Brewer - The Francesco Artusato Project - The Faceless - Fever Dreamer - The Francesco Artusato Project - From First to Last | - Hollywood Undead - I See Stars - In the Night - I, the Breather - Jonathan Davis - The Kindred - Kittie - Lesser Key - Mestis - New Volume - Night Riots - Oceano - Palaye Royale - Periphery - Poppy - Slaughter to Prevail - Sleeping With Sirens - Stick to Your Guns - Stray from the Path - Sun Eclipse - T.R.A.M. - Through Fire - Upon a Burning Body - Veil of Maya |

### Anteriores
- Asking Alexandria (recién firmada con better Noise músic)
- ABACABB (Banda separada)
- Agraceful (Banda separada)
- Bizzy Bone (Activo)
- Broadcast the Nightmare (Inactivo)
- Capture the Crown[7] (Activo, ahora en Artery Recordings)[8]
- Circle of Contempt (Activo, sin discográfica)
- Conducting From the Grave (Activo, sin discográfica)
- Dead Letter Circus (Activo, ahora en The End Records)
- The Dillinger Escape Plan (Activo)
- Enfold Darkness (Activo)
- ERRA
- Fellsilent (Banda separada)
- The HAARP Machine (Banda separada)
- Lower Than Atlantis (Activo, ahora en Island Records)
- Make Me Famous (Banda Separada)
- Miss Fortune (Activo, sin discográfica)
- Sea of Treachery (Activo, sin discográfica)
- Structures (Hiato indefinido)
- Stick to Your Guns (Activo, ahora en Pure Noise Records)
- Down & Dirty (Banda separada)